# Pentax K-5

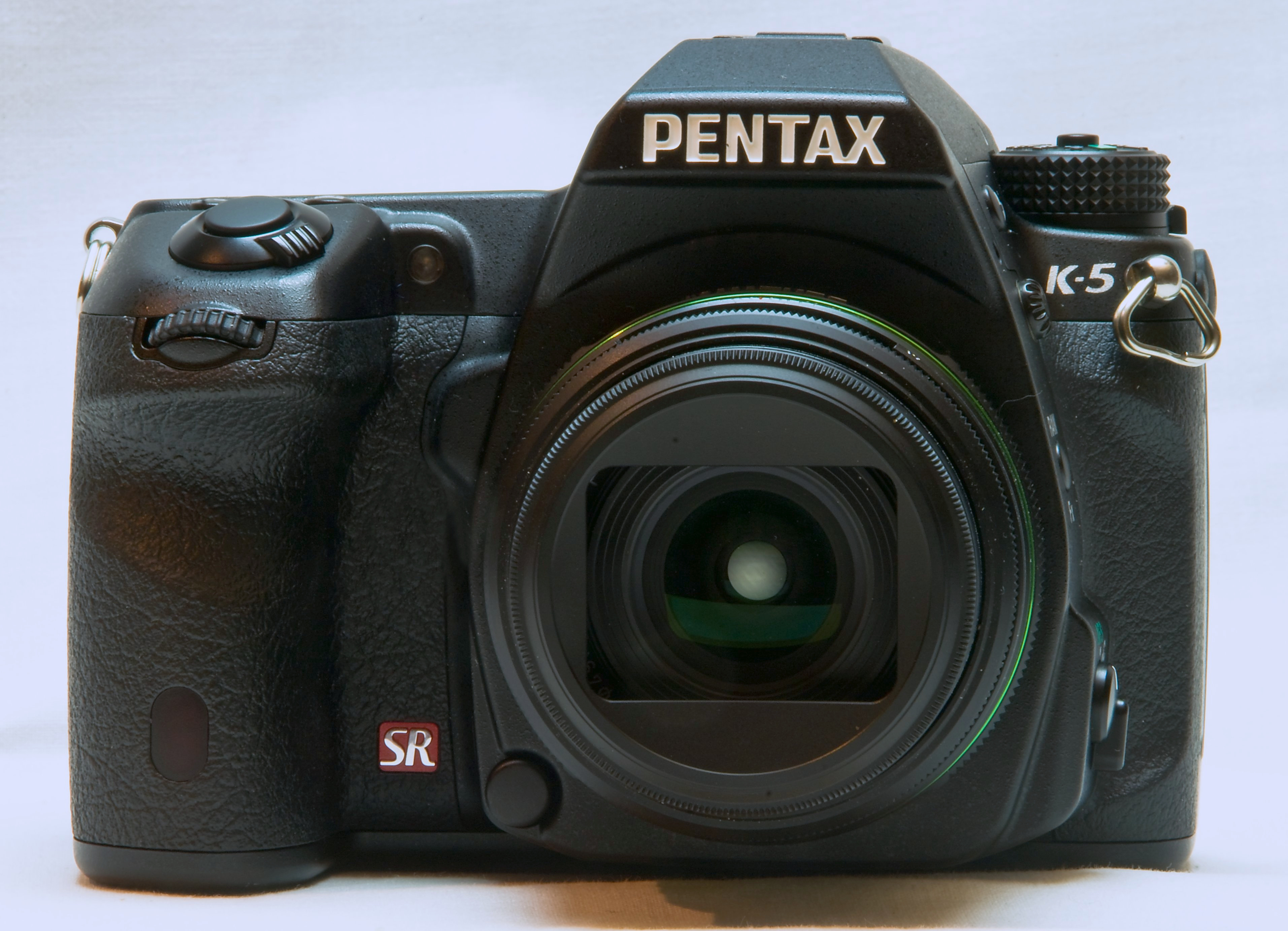

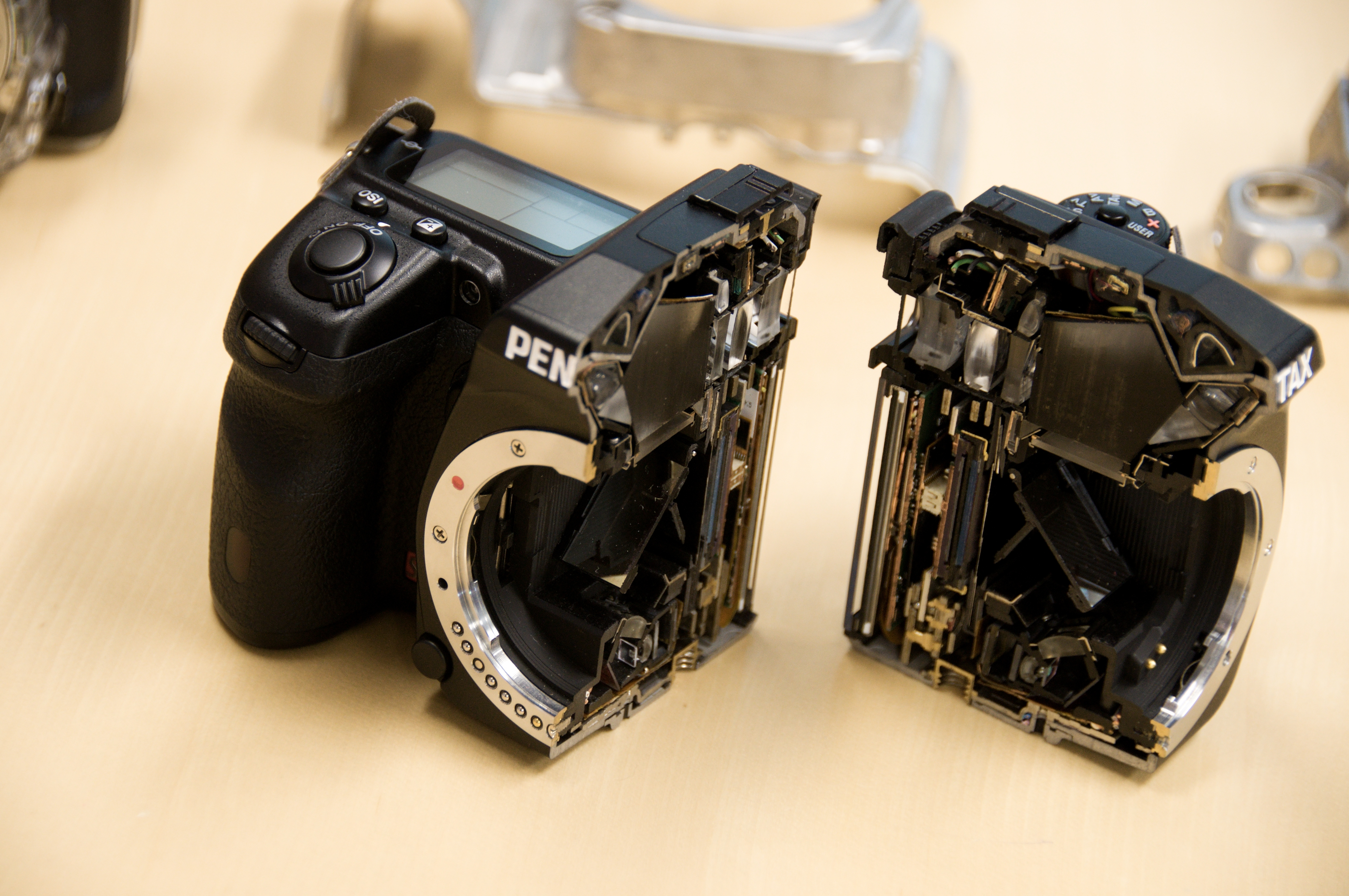

De Pentax K-5 is een model digitale spiegelreflexcamera van Pentax, met 16,3 megapixel. Het was van oktober 2010 tot einde 2013 het mooiste model van Pentax.
Het uiterlijk verschilt vrijwel niet van zijn voorganger Pentax K-7, wel zijn de specificaties verbeterd. Zo is de lichtgevoeligheid groter, met een ISO-bereik van tussen 80 en 51200 door een nieuwe sensor met een grotere resolutie: 16,3-megapixel. Tevens bevat de camera een verbeterd autofocussysteem: SAFOX IX+.
In 2012 werden twee verbeterde versies van de K-5 uitgebracht, de K-5 II en de K-5 IIs. Deze twee verschillen alleen in het feit dat de laatste geen anti-aliasing filter heeft.
Eind 2013 werd de K-3 geïntroduceerd als nieuw topmodel.